# Fort Minor
Fort Minor é um projeto paralelo de Mike Shinoda, um dos vocalistas da banda Linkin Park.
The Rising Tied é o álbum debut da carreira solo do rapper com produção executiva de Jay-Z (que trabalhou com o Linkin Park em 2004 em Collision Course). O álbum foi produzido e mixado por Shinoda que compôs todas as canções, tocou praticamente todos os instrumentos e se debruçou sobre cada detalhe. São 16 faixas com o melhor de seu hip hop.
Se por um lado Shinoda escolheu o nome Fort Minor para refletir a dinâmica entre os opostos (algo grande e forte versus algo pequeno e leve) por outro, o título do álbum também é uma brincadeira com as palavras. Todos os artistas convidados do The Rising Tied, segundo Shinoda, estão crescendo juntos no mundo da música. Entre eles estão nomes como Styles of Beyond e Holly Brook, assim como o Common, John Legend, Kenna e Black Thought (do The Roots), entre outros.

## História

### Formação eThe Rising Tied(2004—2006)
Shinoda usa o nome de Fort Minor por suas colaborações com Ryan Patrick Maginn (Ryu) e Takbir Bashir (Tak), que se formam o grupo de hip hop chamado  Styles of Beyond.
Shinoda começou a gravar canções para este projeto paralelo após o lançamento de Collision Course em novembro de 2004. Fort Minor: We Major foi uma mixtape por Shinoda e DJ Green Lantern para promover seu próximo álbum de estúdio. The Rising Tied, o álbum de estréia de Fort Minor, foi lançado em novembro de 2005. Robert Hales dirigiu seu primeiro vídeo "Petrified", que foi lançado no mês anterior. Jay-Z, que já havia colaborado com o Linkin Park na 2004 álbum Collision Course, foi o produtor executivo de The Rising Tied. Shinoda disse Corey Moss da MTV News que ele se impôs um requisito para tocar todos os instrumentos e escreve todas as letras para o álbum, exceto para as cordas, percussão ou partes do coro. "Where'd You Go", seu quarto single, atingiu o pico em 4º lugar na Billboard Hot 100, enquanto o segundo single, "Remember the Name", chegou a posição  No. 66. Outra faixa, "Kenji" descreve as experiências de uma família japonesa-americana durante o internamento americano japonês da Segunda Guerra Mundial.
Devido ao sucesso de "Where'd You Go" durante a semana de 26 de abril de 2006, as vendas de The Rising Tied aumentou 45 por cento, e a posição na parada de álbuns subiu 89 posições para o número 104 na Billboard 200. "Where'd You Go" foi premiada com Ringtone of the Year no 2006 MTV video Music Awards de 2006. Em meados de Agosto de 2006, Fort Minor tocou no Summer Sonic 2006 ao lado de Linkin Park.
A terceira faixa do álbum, "Right Now", é destaque no trailer de The Family That Preys por Tyler Perry.
A canção "Remember the Name" foi usada em trailers de TV promocionais para o filme de 2006 Gridiron Gang, bem como o trailer do remake do filme The Karate Kid (2010) e um episódio da segunda temporada do programa televisivo Numb3rs.

### Hiato (2006—2015)
Em novembro de 2006, Fort Minor lançou um vídeo para "Where'd You Go". Shinoda afirmou que sentiu que o vídeo foi um bom pós-atendimento para Fort Minor. Também em novembro, Shinoda afirmou que Fort Minor entraria atualmente em hiato, por causa de sua dedicação para o Linkin Park.
Em 2006, Skylar Grey lançou uma versão exclusiva de "Where'd You Go" para estações de rádio, feito totalmente sozinha. Mike não apareceu nesta versão.
Nos Billboard One-hit Wonders of the 2000s da década de 2000, Fort Minor (junto com Holly Brook e Jonah Matranga) foram listados no número 19, devido ao sucesso de "Where'd You Go" (desde que foi de o único single do Fort Minor que alcançou o top 25). Em um bate-papo LPU no início de 2012, Mike Shinoda disse que há uma possibilidade de um novo álbum do Fort Minor, após o sexto álbum de estúdio do Linkin Park, que foi planejado para ser lançado em 2014. em outubro de 2013, no remix de Nick Catchdubs da música do Linkin Park Skin to Bone, Ryu do Styles of Beyond afirmou que a missão do Fort Minor não acabou, sugerindo um segundo álbum de estúdio.

### Retorno e novosingle(2015—presente)

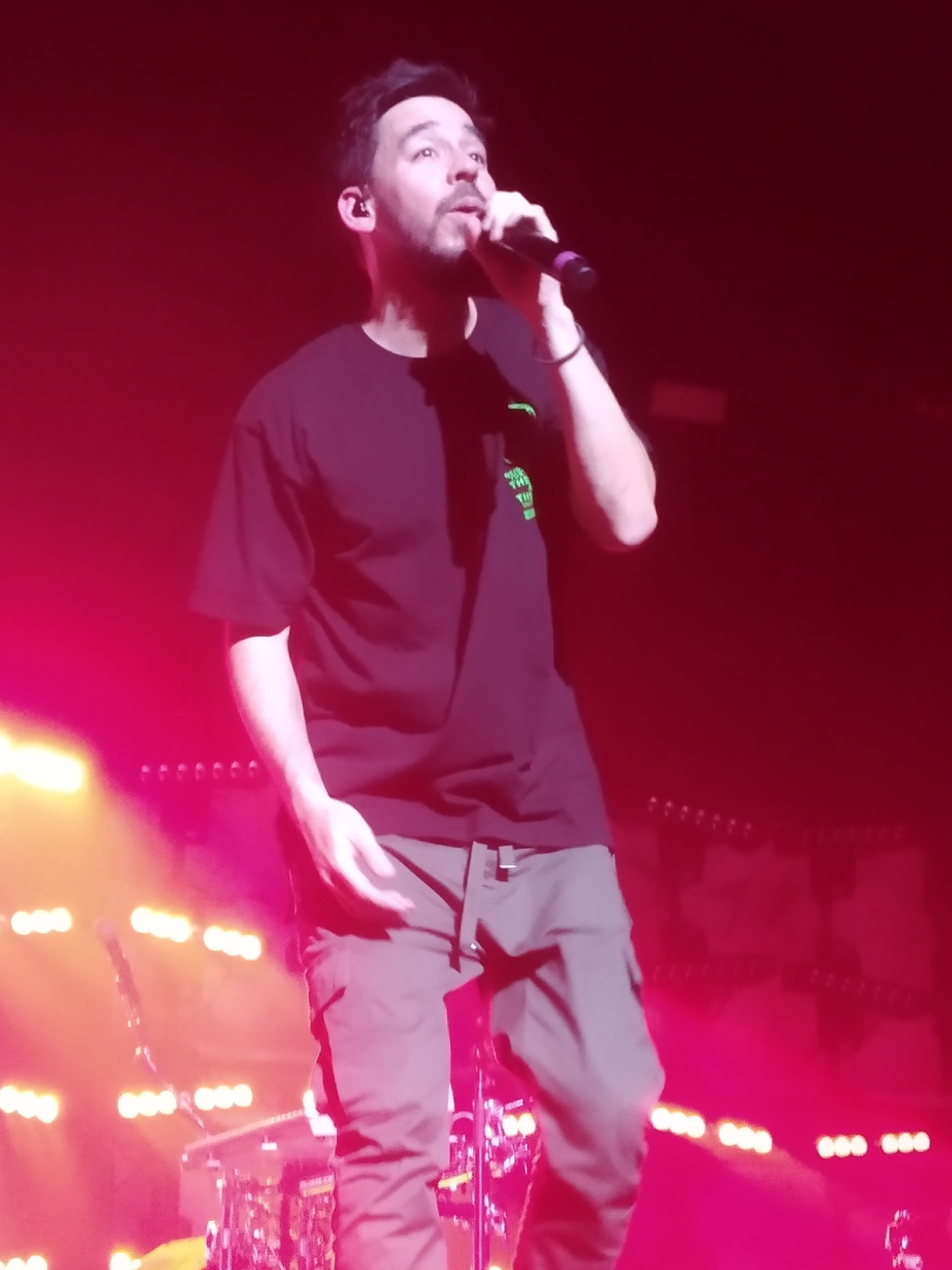
Shinoda em 2019, em Paris.

Em março de 2015, Shinoda criou uma nova página no Twitter para o grupo e atualizou todos os sites de redes sociais do Fort Minor com imagens de preto, insinuando um próximo anúncio novo. Muitos fãs têm experimentado com estas imagens usando o Photoshop, eles perceberam, alterando os níveis de contraste e tentando vários filtros diferentes que resulta em várias imagens interessantes diferentes.
Em maio de 2015, com Altwire, Shinoda revelou que, se alguma coisa sobre Fort Minor estava a ser anunciado, primeiro você encontre em suas contas pessoais de mídia social.
Em Junho de 2015, Shinoda publicou no instagram oficial da banda com a palavra "Olá" nele. Ele também twittou fora do Twitter Oficial. Fort Minor também está programado para aparecer como convidado musical no talk show da TBS Conan na segunda-feira, 22 de junho.
Em 21 de junho de 2015, Shinoda confirmou oficialmente o retorno de Fort Minor com uma atualização de status e o lançamento de um novo single, "Welcome". Uma imagem de uma carta manuscrita afirma que "Welcome" não é um álbum, que é apenas uma canção, como um único para ser ouvido 'agora'. Logo depois, o site oficial do Fort Minor recebeu sua primeira atualização desde 2006, incluindo novos da mercadoria e um download gratuito do novo single. O site também tem uma nova faixa com os dizeres "Welcome - Brevemente".
Em 25 de janeiro de 2018, o site do Fort Minor começou a redirecionar para "mikeshinoda.com", que coincidiu com o lançamento do próprio EP pessoal de Shinoda, intitulado Post Traumatic EP.

## Discografia

### Álbuns de estúdio
| Ano  | Título                                                                                   | Pico paradas e posições | Pico paradas e posições | Pico paradas e posições | Pico paradas e posições | Pico paradas e posições | Pico paradas e posições | Pico paradas e posições | Pico paradas e posições |
| Ano  | Título                                                                                   | EUA                     | AUS                     | FRA                     | ALE                     | HOL                     | NZ                      | SUI                     | UK                      |
| ---- | ---------------------------------------------------------------------------------------- | ----------------------- | ----------------------- | ----------------------- | ----------------------- | ----------------------- | ----------------------- | ----------------------- | ----------------------- |
| 2005 | The Rising Tied - Lançado: 22 de Novembro de 2005 - Gravadora: Machine Shop/Warner Bros. | 51                      | 37                      | 151                     | 25                      | 79                      | 22                      | 42                      | 142                     |

### Fitas de mixagem
- 2005 - Fort Minor: Sampler Mixtape (Mixado por DJ Cheapshot)
- 2005 - DJ Green Lantern Presents Fort Minor: We Major

### EPs
- 2006: Sessions@AOL
- 2006: Fort Minor Militia EP

### Álbuns instrumentais
- 2005: Instrumental Album: The Rising Tied

### Compactos
| Ano  | Título                                                | Posições nos Gráficos | Posições nos Gráficos | Posições nos Gráficos | Posições nos Gráficos | Posições nos Gráficos | Posições nos Gráficos | Álbum                                          |
| Ano  | Título                                                | EUA                   | EUA Pop 100           | Hot Digital Songs     | UK                    | NZ                    | AUS                   | Álbum                                          |
| ---- | ----------------------------------------------------- | --------------------- | --------------------- | --------------------- | --------------------- | --------------------- | --------------------- | ---------------------------------------------- |
| 2005 | "Petrified/Remember the Name"                         | -                     | 76                    | -                     | -                     | -                     | -                     | The Rising Tied                                |
| 2005 | "Believe Me" (feat. Bobo & Styles of Beyond)          | -                     | -                     | -                     | 60                    | -                     | 43                    | The Rising Tied                                |
| 2006 | "Where'd You Go" (feat. Holly Brook & Jonah Matranga) | 4                     | 3                     | 5                     | -                     | 14                    | 41                    | The Rising Tied                                |
| 2006 | "Remember the Name" (feat. Styles of Beyond)          | 66                    | 42                    | 29                    | -                     | -                     | -                     | The Rising Tied                                |
| 2006 | "S.C.O.M. / Dolla / Get It / Spraypaint & Ink Pens"   | -                     | -                     | -                     | -                     | -                     | -                     | DJ Green Lantern Presents Fort Minor: We Major |

## Videografia

### Vídeos musicais
| Ano  | Título              | Álbum            | Diretor         |
| ---- | ------------------- | ---------------- | --------------- |
| 2005 | "Petrified"         | The Rising Tied  | Robert Hales    |
| 2005 | "Remember The Name" | The Rising Tied  | Kimo Proudfoot  |
| 2005 | "Believe Me"        | The Rising Tied  | Laurent Briet   |
| 2006 | "Where'd You Go"    | The Rising Tied  | Philip Andelman |
| 2015 | "Welcome"           | Música sem álbum | Jeff Nicholas   |

## Prêmios e indicações

### MTV Video Music Awards
| Ano  | Nomeado                                  | Categoria            | Resultado |
| ---- | ---------------------------------------- | -------------------- | --------- |
| 2006 | "Where'd You Go" (featuring Holly Brook) | Ringtone of the Year | Venceu    |